# Rima Zahia
La Rima Zahia è una struttura geologica della superficie della Luna.